# مهرجان العبادلة الأثري الدولي
مهرجان العبادلة الأثري الدولي هو مهرجان ثقافي دولي، سنوي في مدينة سبيطلة. تأسس سنة 1980 وتشرف عليه جمعية مهرجان سبيطلة برآسة عمري الزواوي تشغل سنية الراشدي منصب الكاتب العام. تدور فعاليات المهرجان بين 7 و 28 جويلية، واتخذ منذ سنة 2013 بعده الدولي. إلا أن الدعم الذي يتلقاه المهرجان من وزارة الثقافة يبقى محدودا، وبميزانية 80 ألف دينار لا يُمكن للمهرجان توفير عروض فرجوية مميزة ويكتفي بتوفير عروض في نطاق التعاون الثقافي.

## الدورة الحالية
إنطلقت الدورة الحالية للمهرجان بطريقة محتشمة وبدون دعاية كافية، حيث اكتفت إدارة المهرجان بجولات لمجموعة من الماجورات في الأحياء السكنية للمدينة ذات الشوارع المظلمة. زد على ذلك الخلاف الذي حصل أثناء المفاوضات مع المغني لطفي بوشناق، مما أدى لإلغاء عرضه إثر تصريحات الفنان الغير لائقة. وحسب تصريحات عمري الزواوي الكاتب العام للمهرجان فإن لطفي بوشناق اعتبر قدومه لمدينة سبيطلة بمثابة طريحة أي اعتداء جسدي في اللغة العربية.

## التاريخ
تأسس المهرجان سنة 1980 وكان اسمه آنذاك مهرجان الفتح العربي الأول نسبة للفتح العربي الإسلامي الذي قاده العبادلة السبعة وهو المتنفس الحقيقي للجهة والذي أخذ بعده الدولي في دورة 2013 حيث طورت الهيئة المدبرة المنبثقة عن الثورة برمجة وهيكلة المهرجان للارتقاء به نحو البناء المؤسساتي ومن بينهم مدير المهرجان حافظ العيادي والكاتب العام عمري الزواوي وقد زار هذا المهرجان الذي يقام بالمسرح الأثري عديد الفنانسن الكبار مثل الفنان مارسيل خليفة.
وتعتمد إدارة المهرجان سياسة التعتيم الإعلامي، حيث لم تنشر برمجة المهرجان إلى قبل أيام معدودة من انطلاق المهرجان ولم ليكتشف أحباءه تاريخ انطلاقته الفعلية إلى إثر تواتر خبر الخلاف مع لطفي بوشناق على الشبكات الاجتماعية وغيرها.

## الدورة السابقة
تميزت الدورة السابقة بالثراء والتنوع في برنامجها، كما تميزت بزخم إعلامي حول التجاوزات التي حدثت من قبل محمد علي النهدي أثناء عرضه لمسرحيته الزمقري. حيث إنزعج رجال الأمن من عبارات وأوصاف تمس من كرامتهم فإنسحبوا من تأمين العرض تلاه فوضي في صفوف الجماهير التي حاولت الاعتداء على الممثل.

## مواضيع ذات صلة
- قائمة المهرجانات في تونس
- سبيطلة
- عيد الرعاة

## روابط خارجية
- أحد عروض اليوم في افتتاح مهرجان العبادلة الدولي بسبيطلة 2013 على يوتيوب